# Кендрапара (округ)
Кендрапа́ра (англ. Kendrapara) — округ в индийском штате Орисса. Административный центр — город Кендрапара. Площадь округа — 2546 км². По данным всеиндийской переписи 2001 года население округа составляло 1 301 856 человек. Уровень грамотности взрослого населения составлял 76,8 %, что значительно выше среднеиндийского уровня (59,5 %). Доля городского населения составляла 5,7 %.